# الغورو عمار داس
الغورو عمار داس هو الغورو الثالث من بعد الغورو أنجاد وهو ابنه.

## حياته
ولد الغورو عمار داس عام 1479م في مدينة كارتبور، وهو الغورو الثالث للديانة السيخية، وهو من الغورو الخمسة المهمين للديانة السيخية وهو حفيد الغورو ناناك.
لم ينجب الغورو عمار داس رجال، فأراد تنصيب إحدى ازواج بناته غورو، فأحضرهم وأمر كل واحد منهم أن يبني دكًا عالية ليختبرهم من أصلح أن يكون غورو من بعده. وأتموا البناء جميعًا ثم نظر إلى الدكات، وأمرهم بأن يهدم كل منهم دكته تمامًا ويعيد بنائها لأن البناء ليس جيدًا. رفض واحد منهم في غضب شديد، أما الأخر وبكل هدوء هدم الدكة وبناها مرة أخرى ثم أمره بهدمها مرة أخرى وإعادة بنائها وبكل هدوء أطاع الأمر، وبعد سبع مرات دكات من صبر الغورو رام داس قال له الغورو عمار داس: «ليس لحسن بنائك ستكون خليفتي، بل لطاعتك لي، بعدي سبع غورات فقط، لن يكون هناك غورو للسيخ من بعدهم، فإن لم يلتزم الغورو بالطاعة، ضيع دينه».
أدخل الغورو عمار داس على السيخية بعض الطقوس الهندية مثل الاغتسال قبل الأعياد والصلاة، وألف أناشيد أدخل الغورو أرجان منها خمسة نصوص في كتاب الأدي جرانت، ونشر الديانة بين سكان الريف بعد أن كانت مقصورة قبله على أهل المدن، وهو أيضاً صاحب فكرة زيارة الأنهار مثل الهندوس.

## أهم أعماله
للغورو عمار داس أعمال كثيرة يختصر أهمها في:
- إدخال الطقوس الهندوسية مثل الصلاة وزيارة الأنهار والاغتسال قبل الأعياد.
- أنشد مائة وخمسون نشيد كتأملات في الله وضع منها خمسة نصوص في كتاب أدي جرانت.
- نقل الدعوة من بين أهل المدن إلى أهل الريف.
- صنع قانون حدد فيه الغورات من بعده سبع غورات فقط أي عشرة غورو.

## روابط خارجية
- الغورو عمار داس على موقع الموسوعة البريطانية (الإنجليزية)